# Satyrus decolorata
Satyrus decolorata är en fjärilsart som beskrevs av Staudinger-rebel 1901. Satyrus decolorata ingår i släktet Satyrus och familjen praktfjärilar. Inga underarter finns listade.